# Марко Кордић
Марко Кордић (Котор, 22. фебруара 1995) црногорски је фудбалски голман. Бранио је за кадетску, омладинску и младу репрезентацију Црне Горе.

## Каријера
Марко Кордић је фудбалом почео да се бави у школи Грбља, а касније наставио у млађим узрастима новосадске Војводине. Први професионални уговор са клубом потписао је у фебруару 2012, заједно са старијим братом, Шалетом, те је у другом делу такмичарске 2011/12. у Суперлига Србије пријављен за први тим. При сениорском саставу је као омладинац био и у наредне две сезоне, а дебитовао је у двомечу првог кола квалификација за Лигу Европе 2013. године, против малтешког представника, Хибернијанса. Након тога је јесењи део такмичарске 2013/14. провео на позајмици у екипи Бачке из Бачке Паланке. Услед пуцања укршених лигамената колена, а затим и третмана опоравка, пропустио је календарску 2014. годину. У шампионату Србије дебитовао је 21. фебруара 2015. године, на сусрету 16. кола за такмичарску 2014/15, против ОФК Београда. Први избор пред голом постао је наредне сезоне, код тренера Златомира Загорчића, али је део исте пропустио због повреде. Исти статус задржао је код Ненада Лалатовића, све до краја 2016. године. После повреде коју је Кордић доживео током зимских припрема 2017, тренер Драган Ивановић је у стартну поставу уврстио Емила Роцкова. Роцков је касније бранио и код Радослава Батака, односно Ненада Ванића, те је Кордић раскинуо уговор и напустио клуб током лета исте године. Почетком 2018. вратио се у матични Грбаљ, где је бранио наредних годину и по дана. До краја 2019. године наступио је на 16 утакмица у Другој лиги Црне Горе, као капитен Бокеља. Клуб је напустио током зимског прелазног рока и прешао у крушевачки Напредак. У јулу 2020. је потписао за Искру из Даниловграда.

## Статистика

#### Клупска
Ажурирано 7. јула 2020.
|                     |          |     |   |   |   |    |   |     |   |  |  |  |
| Војводина           | 2011/12. | 0   | 0 | 0 | 0 | —  | — | 0   | 0 |  |  |  |
| Војводина           | 2012/13. | 0   | 0 | 0 | 0 | 0  | 0 | 0   | 0 |  |  |  |
| Војводина           | 2013/14. | 0   | 0 | 0 | 0 | 2  | 0 | 2   | 0 |  |  |  |
|                     |          |     |   |   |   |    |   |     |   |  |  |  |
| Бачка Бачка Паланка | 2013/14. | 0   | 0 | — | — | —  | — | 0   | 0 |  |  |  |
|                     |          |     |   |   |   |    |   |     |   |  |  |  |
| Војводина           | 2014/15. | 3   | 0 | 0 | 0 | 0  | 0 | 3   | 0 |  |  |  |
| Војводина           | 2015/16. | 20  | 0 | 0 | 0 | 0  | 0 | 20  | 0 |  |  |  |
| Војводина           | 2016/17. | 21  | 0 | 1 | 0 | 8  | 0 | 30  | 0 |  |  |  |
| Војводина           | Укупно   | 44  | 0 | 1 | 0 | 10 | 0 | 55  | 0 |  |  |  |
|                     |          |     |   |   |   |    |   |     |   |  |  |  |
| Грбаљ               | 2017/18. | 15  | 0 | 1 | 0 | —  | — | 16  | 0 |  |  |  |
| Грбаљ               | 2018/19. | 34  | 0 | 0 | 0 | —  | — | 34  | 0 |  |  |  |
| Грбаљ               | Укупно   | 49  | 0 | 1 | 0 | —  | — | 50  | 0 |  |  |  |
|                     |          |     |   |   |   |    |   |     |   |  |  |  |
| Бокељ               | 2019/20. | 16  | 0 | 1 | 0 | —  | — | 17  | 0 |  |  |  |
|                     |          |     |   |   |   |    |   |     |   |  |  |  |
| Напредак Крушевац   | 2019/20. | 9   | 0 | — | — | —  | — | 9   | 0 |  |  |  |
|                     |          |     |   |   |   |    |   |     |   |  |  |  |
| Каријера            | Каријера | 118 | 0 | 3 | 0 | 10 | 0 | 131 | 0 |  |  |  |
|                     |          |     |   |   |   |    |   |     |   |  |  |  |

## Трофеји и признања
Бачка Бачка Паланка
- Српска лига Војводина : 2013/14.[65]

Војводина
- Куп Србије : 2013/14.[66]

## Збирни извори
1. ↑  [8][9][10][11][12][13][14][15][16][17][18]
2. ↑  [3][20][21][22][23][24][25][26][27][28][29]
3. ↑  [32][33][34][35][36][37][38][39][40][41][42][43][44][45][46][47][48][49][50]
4. ↑  [51][52][53][54][55]